# Bharathan
Pour l’article homonyme, voir Bharathan (réalisateur).
Bharathan est un réalisateur, scénariste, monteur et compositeur indien né le 14 novembre 1947 à Vadakkancheri (Inde), décédé le 29 juillet 1998 à Madras (Inde).

## Filmographie
Comme réalisateur
- 1975 : Prayanam
- 1977 : Guruvayoor Kesavan
- 1977 : Aniyara
- 1978 : Rathi Nirvedham
- 1980 : Thakara
- 1980 : Savithri
- 1980 : Chamaram
- 1980 : Aravam
- 1981 : Rani
- 1981 : Parvathi
- 1981 : Parankimala
- 1981 : Palangal
- 1981 : Nidra
- 1981 : Lorry
- 1981 : Chatta
- 1982 : Ormakkayi
- 1983 : Marmaram
- 1983 : Kattathe Kilikoodu
- 1984 : Sandhya Mayungam Neram
- 1984 : Ithiri Poove Chuvannapoove
- 1984 : Ente Upasana
- 1984 : Eenum
- 1985 : Ozhivukalam
- 1985 : Oonjaladum Uravugal
- 1985 : Kathodu Kathoram
- 1986 : Nilakurinhi Poothappol
- 1986 : Chilampu
- 1986 : Pranamam
- 1987 : Oru Minnaminunginte Nurungu Vettam
- 1988 : Vaishali
- 1989 : Season
- 1989 : Oru Sayahnathinte Swapnam
- 1990 : Thazhvaram
- 1991 : Keli
- 1991 : Amaram
- 1992 : Thevar Magan
- 1992 : Malootty
- 1992 : Aavarampoo
- 1993 : Venkalam
- 1993 : Chamayam
- 1993 : Padhayam
- 1997 : Churam
- 1998 : Manjeeradhwani
- 1999 : Devaraagam

Comme scénariste
- 1982 : Ormakkayi

Comme monteur
- 1987 : Oru Minnaminunginte Nurungu Vettam
- 1988 : Vaishali
- 1989 : Oru Sayahnathinte Swapnam

Comme compositeur
- 1985 : Kathodu Kathoram
- 1990 : Thazhvaram